# NGC 4067
NGC 4067 је спирална галаксија у сазвежђу Девица која се налази на NGC листи објеката дубоког неба.
Деклинација објекта је + 10° 51' 16" а ректасцензија 12h 4m 11,5s. Привидна величина (магнитуда) објекта NGC 4067 износи 12,6 а фотографска магнитуда 13,4. NGC 4067 је још познат и под ознакама UGC 7048, MCG 2-31-19, CGCG 69-36, IRAS 12016+1107, PGC 38168.